# Ztracený rybník
Ztracený rybník je přírodní rezervace vyhlášená v roce 1997 v přírodním parku Smrčiny. Předmětem ochrany je přechodové rašeliniště ostřicomechového typu s významnou květenou.

## Popis oblasti

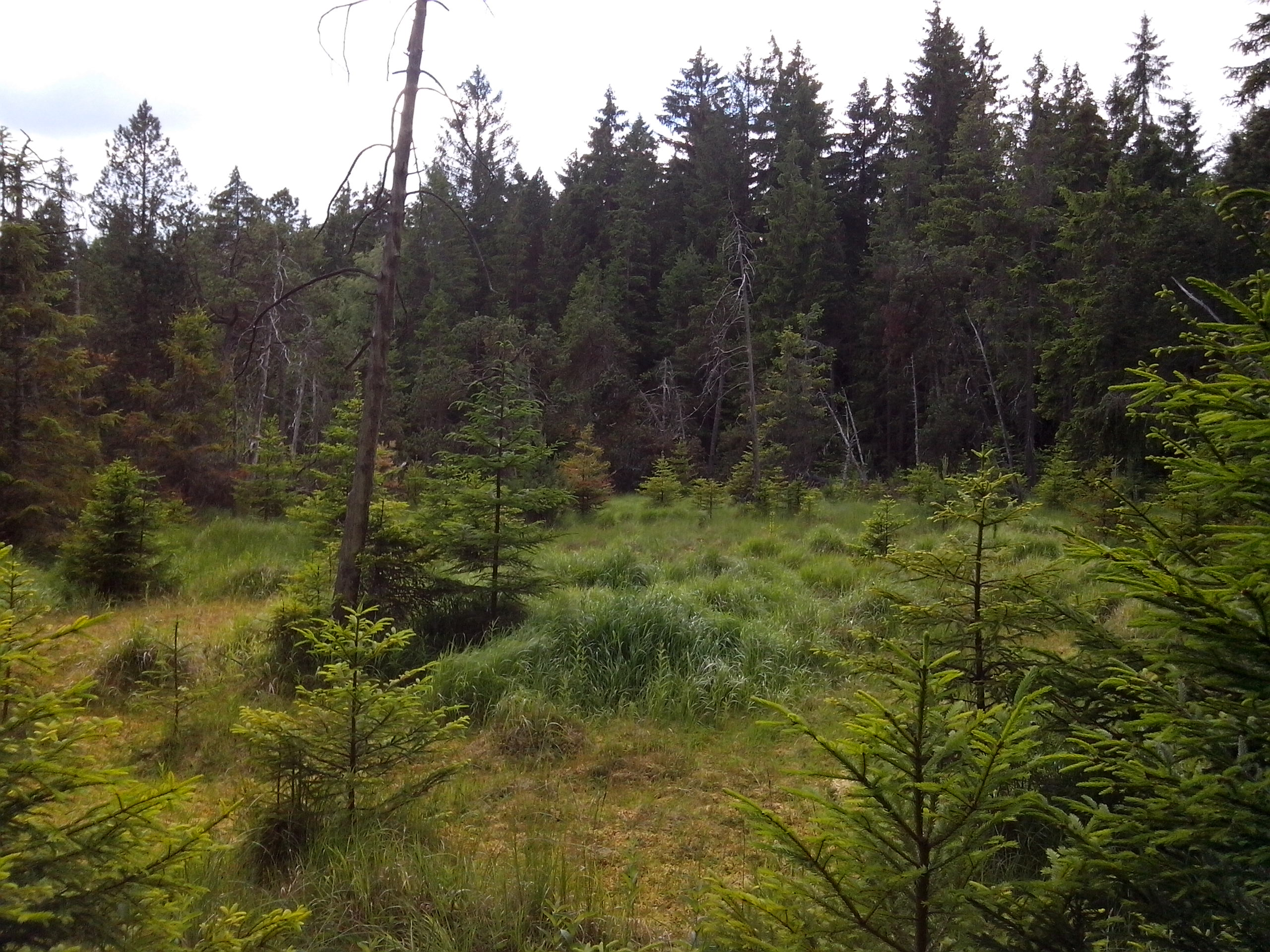
Ztracený rybník

Rezervace leží 4,5 km západně od obce Hazlov v katastrálním území Polná u Hazlova v blízkosti česko-bavorské hranice. Jde o dva rybníčky, ve kterých po prokopání hrázek v nich ubylo vody a nádrže zarostly mechy a mokřadními rostlinami. 

### Geomorfologie a geologie
Území rezervace se nachází v geomorfologickém celku Smrčiny. Lokalita se nachází na západním vyzdviženém rameni chebsko-domažlického příkopu, omezeného na západě tachovským zlomem. Vyzdvižené rameno v tomto místě tvoří granity až granodiority smrčinského plutonu. Během výzkumu západního ukončení oherského riftu byl uvnitř plutonu objeven zřetelný kráter s kruhovým obvodem a plochým dnem. Její dno vymezuje přírodní rezervaci Ztracený rybník. V minulosti se uvažovalo, že se jedná o možný impaktní kráter, ovšem podle nových výzkumů se tato malá pánev považuje za pozůstatek maaru pleistocenního stáří.

### Flóra a fauna
Vegetace na území rezervace je tvořena převážně komplexem rašeliništních společenstev. Mezi zvláště chráněné a ohrožené druhy rostlin v oblasti patří bradáček srdčitý (Listera cordata), ostřice bažinná (Carex limosa), ostřice plstnatoplodá (Carex lasiocarpa), klikva bahenní (Oxycoccus palustris), prstnatec Fuchsův (Dactylorhiza fuchsii) a kyhanka sivolistá (Andromeda polifolia).
Ve smrčině hnízdí čáp černý (Ciconia nigra), který zde minimálně do roku 2006 vyváděl své mladé.
Početná je na lokalitě populace čolka horského (Ichthyosaura alpestris) a ještěrky živorodé (Zootoca vivipara), pozorována byla zmije obecná (Vipera berus) a veverka obecná (Sciurus vulgaris).